# Amundsen (cratère)
Pour les articles homonymes, voir Amundsen.
Amundsen est un cratère d'impact au bord de la face visible de la Lune, près du pôle sud. Le nom fut officiellement adopté par l'Union astronomique internationale (UAI) en 1964,,, en référence à l'explorateur norvégien Roald Amundsen (1872-1928),,, qui atteignit le premier le pôle Sud de la Terre.

## Cratères satellites
Les cratères dits satellites sont de petits cratères situés à proximité du cratère principal, ils sont nommés du même nom mais accompagné d'une lettre majuscule complémentaire (même si la formation de ces cratères est indépendante de la formation du cratère principal). Par convention, ces caractéristiques sont indiquées sur les cartes lunaires en plaçant la lettre sur le point le plus proche du cratère principal. Liste des cratères satellites de Amundsen : 
| Amundsen | Latitude | Longitude | Diamètre |
| -------- | -------- | --------- | -------- |
| A        | 81.8° S  | 83.1° E   | 74 km    |
| C        | 80.7° S  | 83.2° E   | 27 km    |